# 小行星4410
小行星4410（英語：4410 Kamuimintara）是一颗围绕太阳公转的小行星。1989年12月17日，上田清二、金田宏在钏路市发现了此天体。
这颗小行星的绝对星等为321.9435276219413等。